# Fikret Ünlü
Fikret Ünlü (* 10. März 1943 in Ermenek, Karaman, Türkei; † 19. Februar 2019 in Istanbul) war ein türkischer Lehrer, Direktor und Politiker.

## Biografie
Er besuchte die Grundschule in Güneyyurt und 1963–64 die İvriz-Grundschullehrer-Ausbildungsstätte Ereğli. Von 1966 bis 1967 studierte er Lehramt an der Gazi-Universität. Er arbeitete auch in leitender Position an folgenden Schulen: Grundschule Mimar Sinan in Kayseri, das Gymnasium Konya Maarif Koleji in Konya und die Grundschule Dumlupınar.
In den Jahren 1974–1975 war Fikret Ünlü stellvertretender Schulamtsleiter von Konya, 1978–1979 arbeitete er unter dem damaligen CHP-Ministerpräsidenten Bülent Ecevit in der Generaldirektion für Leibeserziehung und als Ministerberater.
1983 verließ Ünlü den öffentlichen Dienst und ging in die Politik. Zehn Jahre lang war er Mitglied des Parteirates, Stellvertretender Generalsekretär und Schatzmeister der Partei der Sozialdemokratie (SODEP) sowie der Sozialdemokratischen Populistischen Partei (SHP). Nach den Wahlen 1991 war er Chefberater des Ministerpräsidenten, was er bis zu den Wahlen von 1995 blieb. 1995 und bei den Wahlen vom 18. April 1999 wurde er als Mitglied der Partei der Demokratischen Linken (DSP) Abgeordneter in der Großen Nationalversammlung für den Wahlkreis Karaman. Er war im Parlament Mitglied der Ausschüsse für Auswärtige Angelegenheiten, für Öffentliche Arbeiten, Stadtentwicklung, Verkehr und Fremdenverkehr sowie für Bildung, Kultur, Jugend und Sport. Er war vom 28. Mai 1999 bis zum 24. August 2002 Staatsminister der Türkei für Jugend und Sport.
Bei den Parlamentswahlen 2002 wurde er als Mitglied der Republikanischen Volkspartei (CHP) wiedergewählt. Er starb im Februar 2019 über drei Wochen vor seinem 76. Geburtstag in Istanbul
| Personendaten    | Personendaten                             |
| ---------------- | ----------------------------------------- |
| NAME             | Ünlü, Fikret                              |
| KURZBESCHREIBUNG | türkischer Lehrer, Direktor und Politiker |
| GEBURTSDATUM     | 10. März 1943                             |
| GEBURTSORT       | Ermenek, Karaman, Türkei                  |
| STERBEDATUM      | 19. Februar 2019                          |
| STERBEORT        | Istanbul                                  |